# Castillo de Muchalls
El Castillo de Muchalls se yergue con vista al Mar Del norte en la campiña de Kincardine y Mearns, Aberdeenshire, Escocia. El curso inferior tiene una Arquitectura romántica bien preservada, con estructura de casa-torre de doble armazón del siglo XIII, construido por los Frasers de Muchalls. Sobre esta estructura, el castillo del siglo 17 fue comenzado por Alexander Burnett de Leys y completado por su hijo, Sir Thomas Burnett, primer Baronet, en 1627. Los Burnetts de Leys construyeron el castillo actual de cuatro pisos. [cita necesaria]
Uno de los castillos más interesantes del noreste de Escocia, según el notorio historiador arquitectónico Nigel Tranter,  está diseñado en el clásico estilo L con un ala más extensa en el lado oeste. El castillo de Muchalls se introdujo en la historia nacional en 1638 cuando una vital reunión Covenanter tuvo lugar aquí precedediendo la Revolución inglesa. [cita necesaria]
El trabajo de yeso de los techos de las habitaciones principales es generalmente considerado entre los tres ejemplos de mejor calidad de  techos en Escocia. Estos adornos datan de 1624 y están en virtualmente perfectas condiciones. Consisten en la heráldica de los Burnett de Leys, junto con la heráldica de sus relaciones y amigos entremezclados con iconografía bíblica. El overmantel de la chimenea de la Sala Mayor presenta las armas del Rey Jacobo VI flanqueado por impresionantes figuras egipcias. [cita necesaria]

## Orígenes medievales
La parte inferior de este castillo de plano en L es la planta baja del siglo XIV de la casa-torre del clan Fraser. En este nivel hay una mazmorra , una habitación de guardia, almacenes, un cuarto para los mercaderes y los visitantes que esperan para ver al Laird, y una cocina medieval. En la cocina medieval la pared interior tiene más de cinco metros de espesor, acomodando una escalera escondida y proporcionando fuerza de soporte para los niveles superiores. Una largo pasillo fue construido con el diseño de una bóveda de cañón. La mazmorra es reconocida por su ventana pequeña y todavía tiene las grandes bisagras de acero a las cuales la puerta de la mazmorra se habría sujetado. La cocina medieval conserva sus lajas originales del siglo XIV; además, esta habitación presenta una chimenea con una escalera de espiral secreta que los criados habrían utilizado en tiempos medievales para llevar comida a los niveles más altos. (Los criados en aquellos tiempos tendrían no estaban autorizados a usar las escaleras principales, usadas por la nobleza que moraba en el castillo.) La propiedad del castillo y sus tierras pasaron a los Hays en el siglo XV probablemente en asociación con la misma transacción de las tierras de Ury en 1413 DC. [cita necesaria]

## Reconstrucción delsigloXVIIpor los Burnetts de Leys

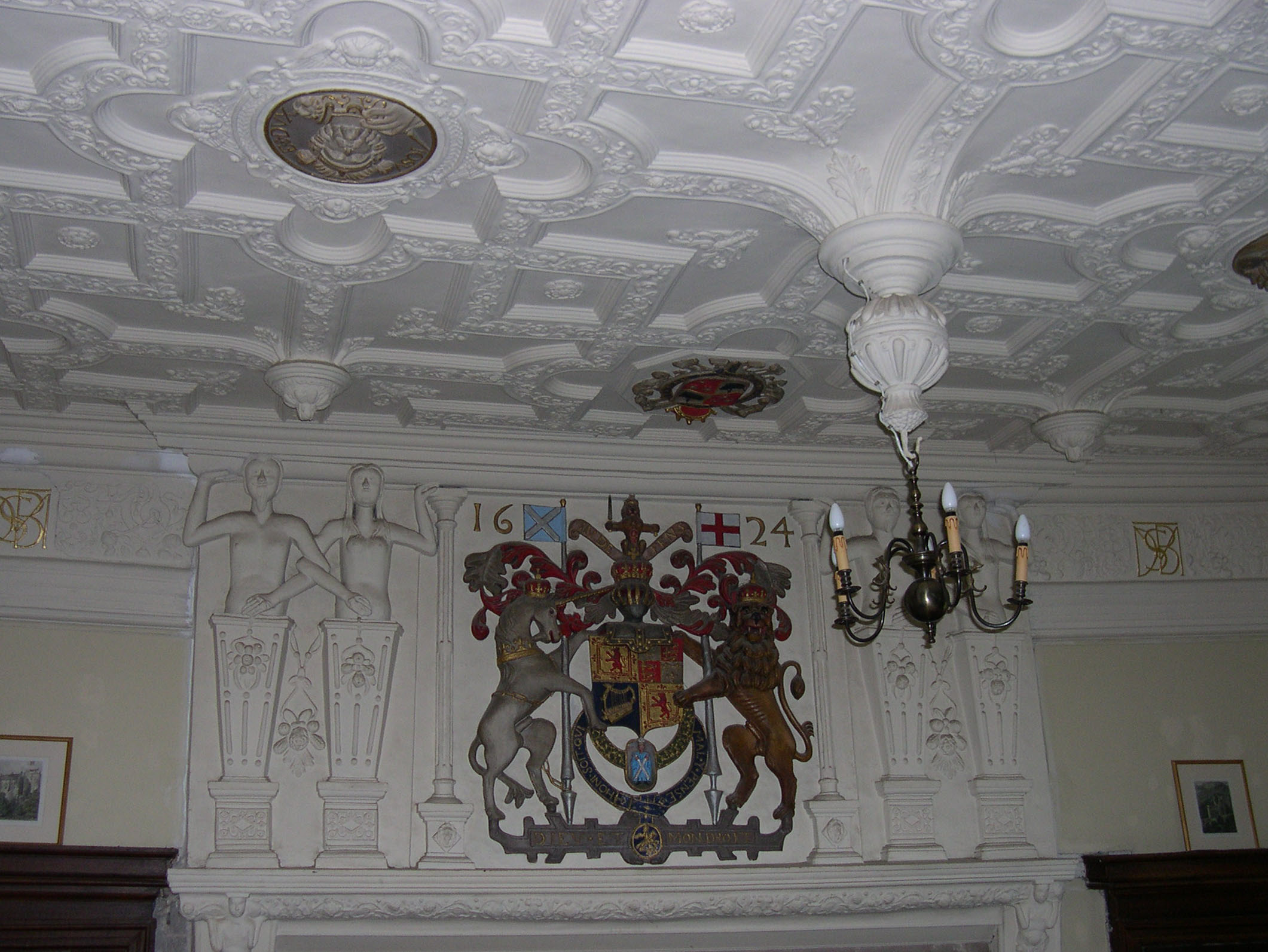
Armas del rey Jacobo VI en la Sala Mayor

El segundo nivel (referido como el primer piso en Escocia) está levantado sobre la estructura intacta del nivel inferior Medieval. Las características exteriores prominentes son: un conjunto de torretas voladizas bien esculpidas; rangos masivos de chimeneas: una entrada amurallada a un patio con dos conjuntos de triples troneras flanqueando el arco de entrada; una cripta subterránea; y altos jardines en terrazas bien preservadas del siglo XVII. El formato de las  garitas tiene características de interior interesante en muchos de los dormitorios, proporcionando interesantes recovecos circulares con pequeñas ventanas de vigía estratégicamente colocadas en las esquinas de los edificios superiores.  Hay numerosas ranuras de flecha lo que indica la naturaleza defensiva original de la estructura; algunas de estas ranuras penetran las paredes exteriores que son de más de un metro de grueso. Hay un número de gabletes escalonados asociados con chimeneas grandes en los extremos del edificio.  El castillo en sí mismo es un Un edificio histórico; aun así,  hay tres estructuras más listadas en las tierras de castillo, incluyendo unos establos de piedra y un palomar del siglo XVII. [cita necesaria]
El nivel próximo incluye la mayoría de las habitaciones principales de recepción, incluyendo la Sala Mayor, la Habitación de Dibujo de las Señoras y el Estudio de los Señores. Estas habitaciones de recepción son las ubicaciones principales de los techos de yeso, los techos de estas tres habitaciones están totalmente cubiertos con heráldica, escudos de armas, figuras bíblicas y otras figuras históricas hechas en yeso. La chimenea de la sala mayor tiene un overmantel original en yesto que presenta las cariátides egipcias y las Armas del Rey Jacobo. Uno puede caminar erguido dentro de la chimenea y tener una pequeña reunión dentro con bancas empotradas.  la cámara de fuego también contiene la oreja del Laird, un sistema secreto de escucha que permitía al Laird escuchar conversaciones en la Sala Mayor desde su suite. [cita necesaria]
El tercer nivel consta de un número de dormitorios: El Dormitorio del Laird, el dormitorio del Sacerdote, el dormitorio de La Reina, el dormitorio de Invierno de La Reina. La Reina naturalmente tuvo una habitación muy elegante en caso de que llegara de visita; de hecho,  tenía un Dormitorio de Invierno para climas inclementes. [cita necesaria] Cada uno de los dormitorios tiene una chimenea, al igual que algunos de los baños. Los baños son una modificación victoriana  de lo que hubieron sido cambiadores en el siglo XVII. [cita necesaria]
Varias generaciones de la familia de los Burnett de Leys vivió en el Castillo de Muchalls. Residentes posteriores incluyeron a personas como James Robertson, Barón Robertson, Presidente del Tribunal escocés de Sesión; y Geraldine Simpson (Pringle de nacimiento), heredera de la fortuna de los tejidos Pringle. [cita necesaria]

## Rol en la historia de los Covenanters
El castillo de Muchalls fue el lugar de un punto de inflexión importante en la Reforma escocesa. [cita necesaria] 
En 1638 en Edimburgo, signatarios de un pacto se opusieron a la  imposición del sistema litúrgico episcopal respaldado por entonces por el Rey. Aberdeen fue uno de los últimos en confirmar este pacto, su oposición dirigida por seis becarios de la Universidad de Marischal y la Universidad del Rey recordados como los doctores de Aberdeen.  Sir Thomas Burnett de Leys, Laird del Castillo de Muchalls, junto con James Graham, primer Marqués de Montrose, Dickson, Henderson, Señor Coupar, el Maestro de Forbes y otros formaron una delegación de Covenanters para acercarse los doctores. Los doctores ofrecieron la Taza del Buen Acuerdo a los Covenanters y elaboraron un banquete; aun así, muy dramáticamente, los Covenanters rechazaron la Taza, declarando que no se juntarían hasta que los doctores firmaran el pacto. Los doctores quedaron muy perturbados y compusieron una lista de pedidos, reclamando a los Covenanters una respuesta. El castillo de Muchalls fue el sitio en que los Covenanters se reunieron y esbozaron su valerosa respuesta a los doctores. De esta confrontación y otros acontecimientos concomitantes, Carlos I inesperadamente hizo amplias reformas y concesiones a los Covenanters incluyendo la revocación de los Libros litúrgicos y Cánones, revocación de los Artículos de Perth y ordenó la suscripción a la Confesión Negativa de Craigs de 1580, un documento que condena errores papales. [cita necesaria]

## Periodo victoriano alsigloXX
La propiedad del Castillo de Muchalls pasó de la familia de los Burnett de Leys aproximadamente en 1882. [cita necesaria]  Un dueño prominente del castillo al final de los tiempos victorianos fue James Robertson, Barón Robertson, Señor Defensor de Escocia. [cita necesaria]

## Políticas y propiedad
El castillo está encaramado cerca del ápice de una gran loma, con vista al Mar Del norte con un bosque (el bosque rodea una propiedad grande) de sicomoros, olmos y fagus muy viejos que forman la frontera política del norte y oriente. Estos árboles forman un dosel que alcanza 50 metros de altura, y es propiedad de colonias de cuervos y grajillas. Hay una población de varios centenares de estos pájaros, los cuales son generalmente asociados con otros castillos escoceses; de hecho, los dueños actuales han adquirido un parcela tangente en el norte, el cual es conocido en los mapas históricos como "Bosque de Cuervos" y es un bosque similar de árboles maduros que aloja bandadas de cuervos y grajillas. [cita necesaria]

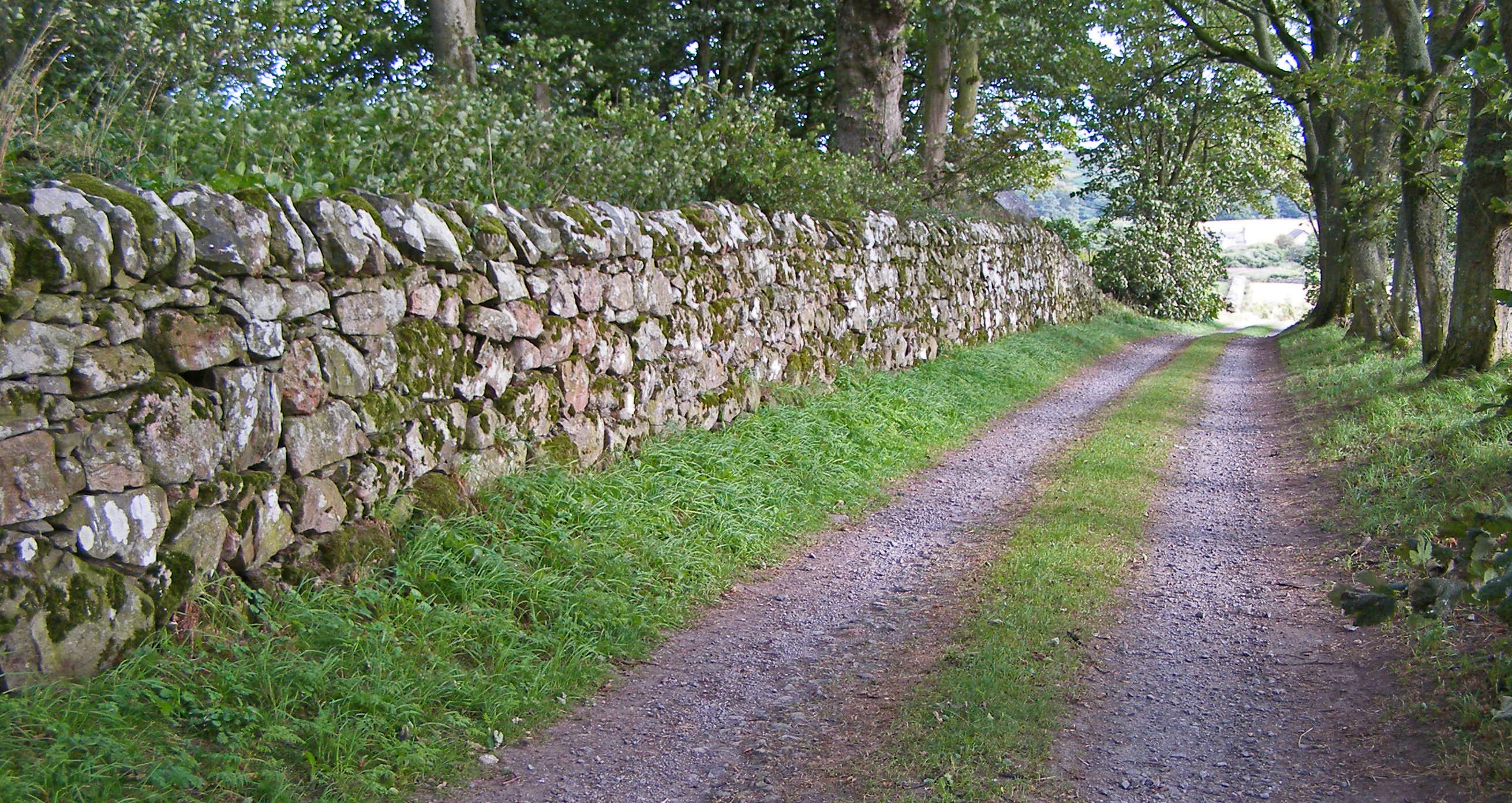
Pared de piedra del en el Castillo de Muchalls, Escocia

Las exposiciones del sur, sudeste y occidental tienen una norma de bosque más baja y más delgada, históricamente para permitir la vista al Mar Del norte y vistas amplias del valle hacia el sur y el oeste. Los jardines principales están situados en una serie de terrazas decrecientes en el lado occidental del castillo. Estos jardines fueron estudiados por un arquitecto de paisaje histórico en 2001 [cita necesaria] y determinó que es el diseño original de principios del siglo XVII, incluyendo las paredes de piedra seca alrededor. Más evidencia del diseño original se manifiesta por un patrón sutil en el césped occidental más cercano al castillo, el cual se ha documentado como undulaciones que repiten un elaborado patrón de piedras debajo, un contraste del plan del jardín del siglo XVII. En el césped del sur hay una rara especie del árbol conocido como Olmo de Camperdown. Este espécimen es uno de los más viejos en Escocia, midiendo una altura de 12 metros. Hay un total de siete céspedes principales que suman un área de 52,300 pies cuadrados (4,860 m²). [cita necesaria]
Más alejado hay un total de cinco campos agrícolas como parte de la propiedad de castillo que están dispuestos para ganado, ovejas y cultivos de trigo, cebada y heno. Al castillo se accede a través de un paseo privado de aproximadamente tres cuartos de milla de largo, que corre a través de la propiedad del castillo. Uno de los descubrimientos más intrigantes de los 90s fue una losa tallada de aproximadamente dos metros de ancho que se extiende sobre un arroyo que corre a lo largo de la porción del sur de la propiedad. Esta losa no estaba registrada en ninguno de los mapas históricos de los últimos 200 años, pero es el ancho exacto necesario para que quepa un transporte. Este descubrimiento se usó para apoyar la teoría expuesta por los dueños actuales de que el acceso original al castillo era por el sur y no por el oeste como se muestra en mapas de los últimos dos siglos, y el resultado fue asegurar la aprobación del consejo para reconstruir la propuesta antigua como la entrada principal de acceso
.

## Encuadre de área
El castillo de Muchalls está encaramado en tierras altas con vista dominante del Mar Del norte a menos de media milla de distancia. Yace sobre el antiguo camino de Causey Mounth que conecta Stonehaven con Aberdeen a través del Pantano de Portlethen. El castillo de Muchalls tiene amplias vistas al sur y al este de un valle que fue el punto más al norte de la avanzada del ejército Romano en las tierras altas escocesas. Los romanos construyeron el importante campamento de Raedykes aproximadamente tres millas (5 km) al sudeste, el cual ha proporcionado muchos artefactos interesantes. [cita necesaria]
En las cercanías de Stonehaven está Stonehaven Tolbooth, donde el clero episcopal  estuvo encarcelado por conducir servicios en la capilla propiedad del Castillo de Muchalls. Otras estructuras notables cercanas con enlaces históricos al Castillo de Muchalls son Castillo de Fetteresso, Castillo de Dunnottar, Castillo de Crathes y la Casa de Monboddo, la casa de James Burnett, Señor de Monboddo, el padre de lingüística histórica moderna y un pre-pensador evolutivo. [cita necesaria]